# Câu lạc bộ anime
Câu lạc bộ anime (Nhật: アニメクラブ, Anh: Anime Club) là một mô hình tổ chức có tính chất giao lưu gặp mặt để thảo luận, trình chiếu và quảng bá anime trong một cộng đồng cục bộ; có thể tập trung vào mở rộng những am hiểu về văn hóa Nhật Bản. Số lượng câu lạc bộ anime được thành lập đang tăng dần tại nhiều trường đại học và trường trung học. Những cá nhân tổ chức sự kiện có thể sử dụng các khoảng không gian gặp mặt công khai tại một thư viện hoặc một trung tâm hội nghị của chính phủ. Nhiều cá nhân tham gia câu lạc bộ anime tự coi chính họ như otaku. Mặc dù đa số các cá nhân tham gia câu lạc bộ anime thường khoảng hai mươi tuổi, nhưng tại đó thường không có yêu cầu về độ tuổi. Những người lớn khoảng năm mươi tuổi và sáu mươi tuổi, thanh thiếu niên cũng tham gia.

## Quy mô
Viện Công nghệ Massachusetts là nơi có câu lạc bộ anime hình thành đầu tiên tại Hoa Kỳ. Website của câu lạc bộ anime tại đại học Yale có một bảng thuật ngữ dành cho những người hâm mộ anime không biết tiếng Nhật, giải thích cụ thể cách sử dụng của khoảng 100 từ vựng và kính ngữ tiếng Nhật (như yabai (thôi chết), chikusho (đồ khốn), naruhodo (vậy hả/chí lý), daijoubu (ổn mà), dame (không)).
Ngày 10 tháng 10 năm 2010, cục trưởng Cục kiểm duyệt video Malaysia (tương đương Eirin tại Nhật Bản) là Hussain Shafie tuyên bố rằng 'anime Nhật Bản trên DVD nguy hiểm vì bao hàm nhiều yếu tố tiêu cực, sẽ phá tan trái tim trẻ em Malaysia', các thành viên của câu lạc bộ anime tại đại học Taylors và Malacca đã chỉ ra những điểm tốt và nhược điểm của anime. Cosplay đã trở nên phổ biến tại Các Tiểu vương quốc Ả Rập Thống nhất, thành phố Dubai có câu lạc bộ anime Dubai. Anime Nhật Bản đang bùng nổ tại Ấn Độ, lan rộng phong trào thành lập một câu lạc bộ anime. Câu lạc bộ anime Mumbai tại Mumbai được thành lập vào năm 2010 với khoảng mười người tham gia, sau đó tăng lên đến hơn 3.000 người trong khoảng bốn năm. Trong các cuộc gặp mặt hàng tháng, các thành viên vui vẻ hát karaoke bài hát anime và cosplay. Tại Cool Japan Festival ở Mumbai vào tháng 3 năm 2012, Bộ Kinh tế, Thương mại và Công nghiệp Nhật Bản đã tổ chức các chương trình cosplay và vẽ tranh thủy mặc, origami.
Giám đốc Hiệp hội Đức - Nhật là Masao Oda nói rằng giới trẻ tại Đức đang ngày càng gia tăng quan tâm đến anime Nhật Bản, Berlin có một câu lạc bộ anime với số lượng thành viên lên tới 130.000 người. Tại Trung Quốc, có gần 40 câu lạc bộ anime chỉ tính riêng ở Bắc Kinh, hơn một nửa trong số đó liên quan đến cosplay, hơn 80% cosplay nhân vật anime. Tại hội chợ Manga thế giới lần thứ 12 được tổ chức tại Bắc Kinh vào năm 2011, các câu lạc bộ anime trên khắp Trung Quốc (bao gồm học sinh, sinh viên, nhân viên văn phòng) tổ chức hoạt động cosplay.

## Phạm vi hoạt động

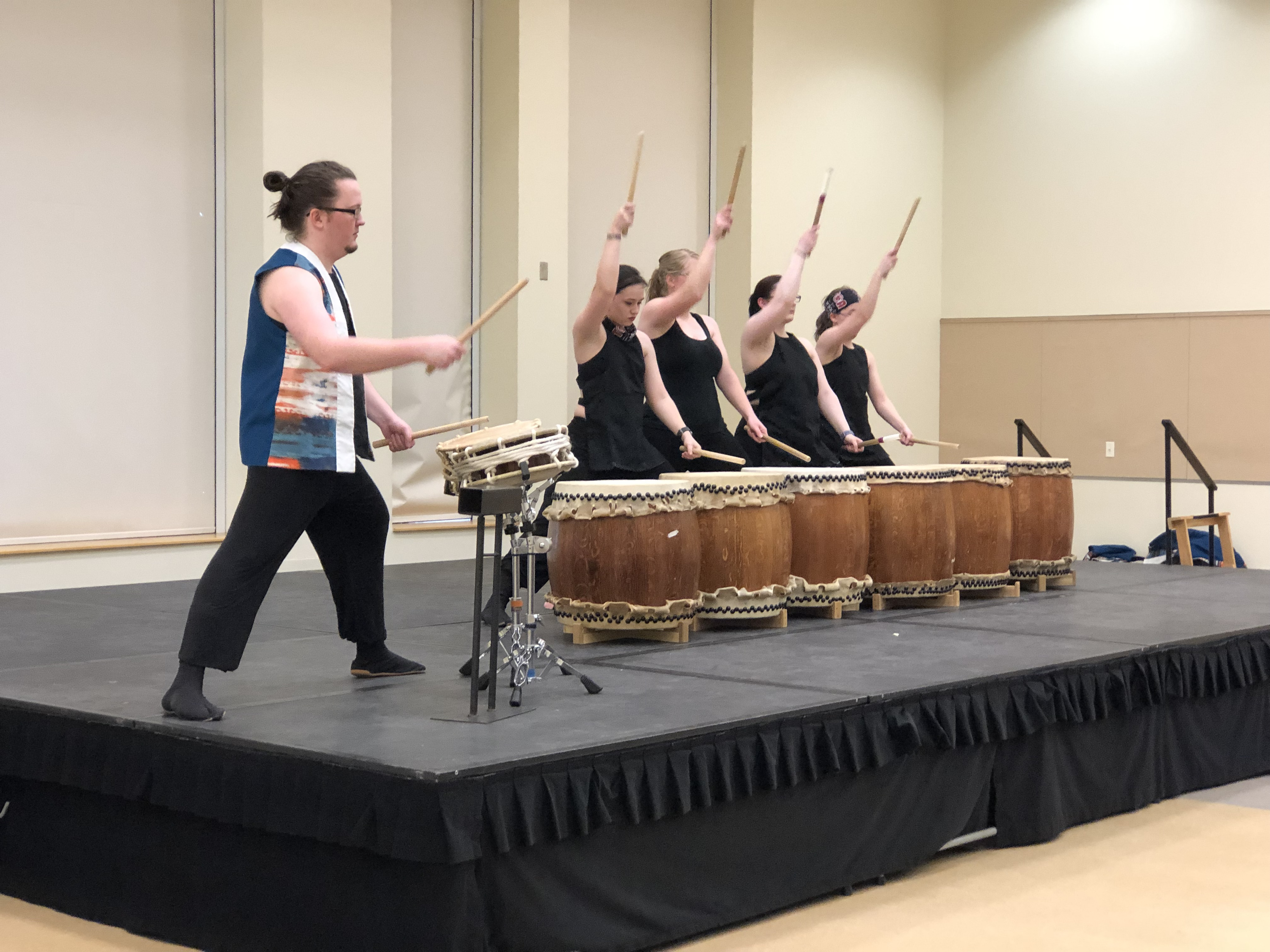
Một nhóm đang biểu diễn Taiko tại một hội chợ do một câu lạc bộ anime đại học tổ chức.

Các sự kiện gặp mặt ở câu lạc bộ anime có thể diễn ra trong khoảng thời gian một tuần hoặc một tháng. Ngoài xem anime, câu lạc bộ tiến hành các hoạt động khác như xem AMV, đọc manga, hát karaoke và cosplay. Nhiều câu lạc bộ anime tạo các diễn đàn trực tuyến để khuyến khích hơn nữa sự tương tác trong cộng đồng người hâm mộ, thường nổi bật với một thư viện cho phép các thành viên mượn sách và manga. Những thành viên của một câu lạc bộ anime cũng tham gia các hoạt động tình nguyện và tổ chức sự kiện của các hội chợ anime địa phương.
Tùy thuộc vào phạm vi câu lạc bộ, các hoạt động có thể mở rộng hơn gồm những trò chơi hấp dẫn trên bàn như: shogi, cờ vây, mạt chược. Các hoạt động ngoài trời gồm các cuộc thi nếm rượu sake, đến thăm các sự kiện văn hóa Nhật Bản như hanami hoặc một cuộc thao diễn kendo.

## Trình chiếu anime

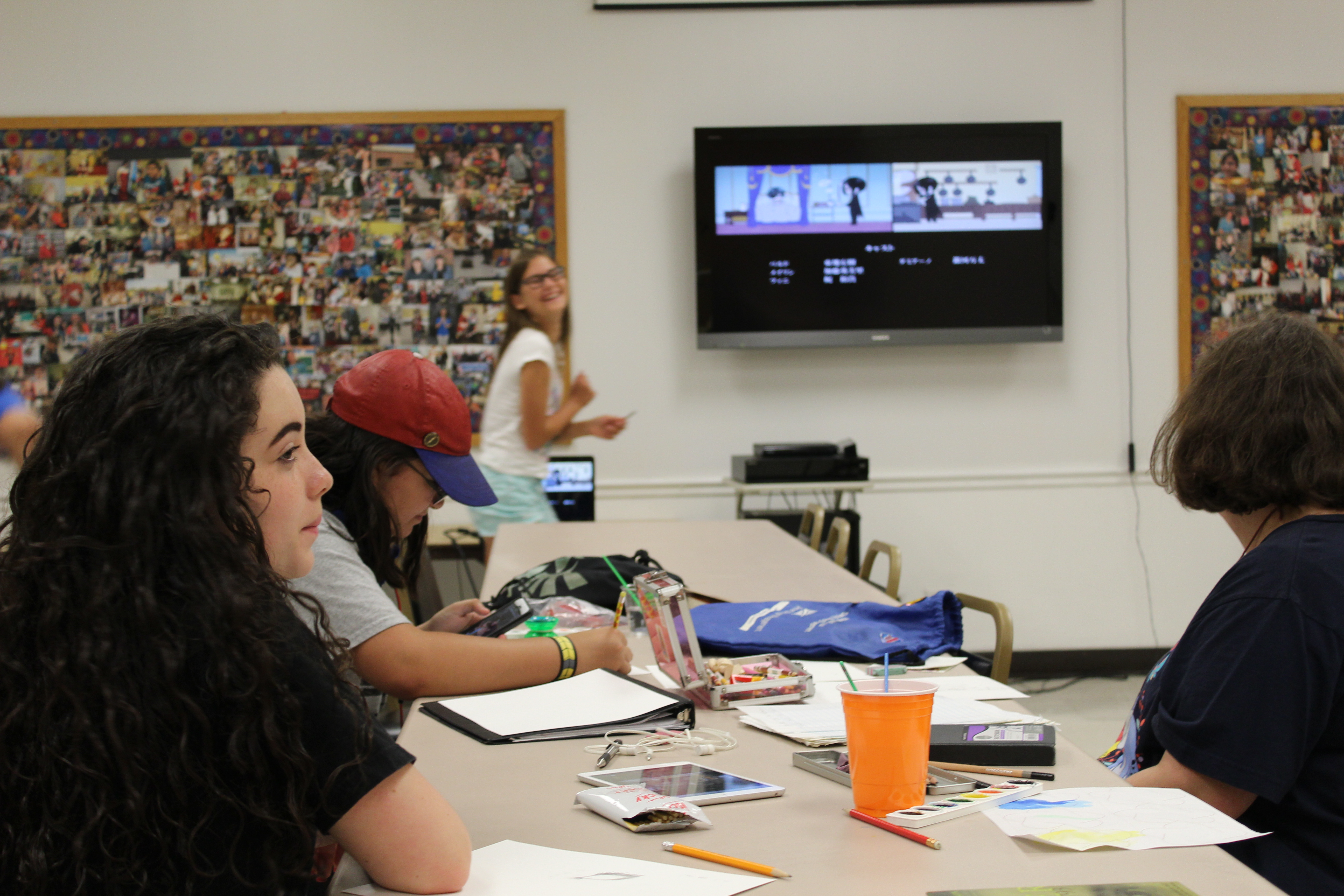
Một câu lạc bộ anime đang xem anime tại một thư viện. Một cô gái đang vẽ và pocky có thể được nhìn thấy trên một chiếc bàn.

Các câu lạc bộ anime điển hình thường trình chiếu anime lồng tiếng nguyên gốc tiếng Nhật với phụ đề tiếng Anh. Tùy thuộc vào chính sách của câu lạc bộ, nhiều anime được trình chiếu có thể bắt nguồn từ fansub, phiên bản phụ đề phát hành chính thức hoặc lồng tiếng bản địa.
Các câu lạc bộ quy mô lớn hơn có thể có nhiều phòng xem phim. Một phòng trình chiếu thường có đặc trưng là anime được dịch thuật sang ngôn ngữ bản địa và nhiều phiên bản fansub khác nhau để chọn lựa. Một căn phòng fansub có thể được gọi là căn phòng 'DivX', sau này được gọi phổ biến là giải mã video.
Do một số anime phát sóng dài tập và nội dung theo tập phim, việc sắp xếp thời gian tổ chức các buổi trình chiếu bị gián đoạn và gặp nhiều trở ngại. Một bộ phim anime dài 26 tập sẽ được lựa chọn trình chiếu vào khoảng thời gian nhất định trong một vài tháng.
Những chính sách về tổng thời gian trình chiếu một anime đã không được tuân thủ theo quy định trong một số các nhóm câu lạc anime. Về thời lượng xem, một câu lạc bộ có thể thường xuyên trình chiếu các tập phim của anime truyền hình dài tập, làm mất đi cơ hội thưởng thức một anime khác đáng được chiếu khi đó. Thêm nữa, một thành viên mới trong câu lạc bộ có thể khó khăn theo dõi phim hoặc trở nên thích thú một mạch chuyện mà sự phát triển thực sự chưa diễn ra vì số lượng các tập phim khá lớn.

## Triển lãm công cộng
Khi tổ chức cuộc gặp mặt tại một địa điểm công cộng để trình chiếu các anime bản quyền, việc xin cấp phép bằng văn bản từ bên giữ bản quyền trong quốc gia được yêu cầu; điều này được gọi là quyền trình chiếu công cộng hoặc buổi triển lãm hợp pháp. Đại diện cấp phép phân phối anime tại Bắc Mỹ (như Funimation, Bandai Entertainment) đã tổ chức các chương trình để giúp những nội dung thuộc quyền cấp phép của họ được trình chiếu công cộng dễ dàng tại các câu lạc bộ anime.